# Kogsbøl og Skast Mose
Kogsbøl og Skast Mose este o arie protejată (arie de protecție specială avifaunistică — SPA) din Danemarca întinsă pe o suprafață de 557 ha, integral pe uscat.

## Localizare
Centrul sitului Kogsbøl og Skast Mose este situat la coordonatele 55°02′09″N 8°43′29″E / 55.035833°N 8.724722°E.

## Înființare
Situl Kogsbøl og Skast Mose a fost declarat arie de protecție specială avifaunistică în mai 1983 pentru a proteja 6 specii de animale.

## Biodiversitate
Situată în ecoregiunea atlantică, aria protejată nu include niciun habitat protejat.
La baza desemnării sitului se află mai multe specii protejate de  păsări (6): lăcar-de-lac (Acrocephalus scirpaceus), ciuf de câmp (Asio flammeus), chirighiță neagră (Chlidonias niger), erete de stuf (Circus aeruginosus), erete cenușiu (Circus pygargus), fluierar de mlaștină (Tringa glareola).